# Phison

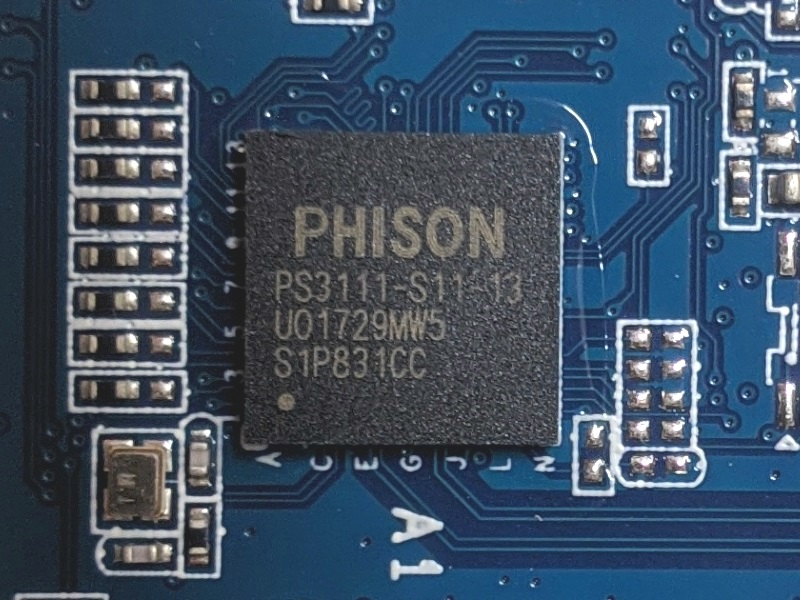
Phison製 SSDコントローラー「PS3111-S11」

Phison Electronics Corporation（ファイソン・エレクトロニクス）は、台湾に本社を置くNANDフラッシュメモリのコントローラメーカーである。
同社の製品は、主にUSBフラッシュ、メモリーカード、SSDなどフラッシュメモリ製品に使用・採用されている。

## 概要
2000年11月創業。自社では研究開発・設計と販売のみを行うファブレス企業である。Phisonは、2001年5月に世界で初めてUSBフラッシュを開発し「Pen Drive（ペン ドライブ）」と名付けたと主張している。
2002年4月より、東芝（キオクシア）より投資を受けている。
2019年8月、Phisonは世界で初めてPCIe 4.0 NVMeSSDをサポートするPS5016-E16・PS5019-E19T・PS5018-E18をリリースすると発表した。同チップを用いたNVMe SSDでは最大7,000MB/sのリード・ライト速度を実現するとしている。
NANDフラッシュチップへのハードウェアインターフェイスを標準化することを目的としたOpen NAND Flash Interface Working Group（ONFI）に参加している。